# Caroline Bos

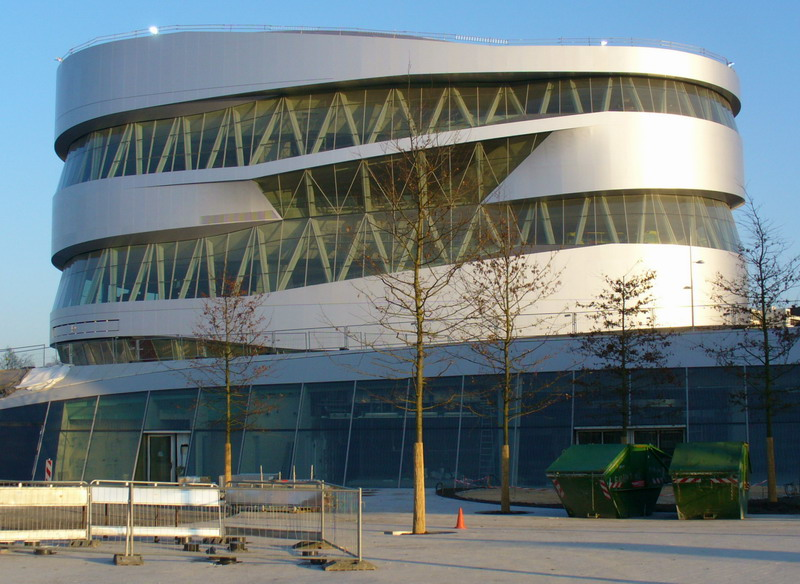
Mercedes-Benz Museum

Caroline Bos, född 1959, är en holländsk konsthistoriker och arkitekt. 
Bos föddes i Rotterdam och studerade till arkitektur- och konsthistoriker. Därefter har hon undervisat vid bland annat universiteten i Arnhem, Wien (TU), Eindhoven (Designakademie), London (AA) och Liverpool. 1988 startade hon också ett arkitektkontor med arkitekten Ben van Berkel. Kontoret som under 1990-talet fick ett antal projekt uppförda i främst Nederländerna, blev 1998 kontoret UNStudio, som även arbetar inom produktdesign och stadsplanering.

## Projekt (i urval)
- Kontorsbyggnad, Amersfoort (1990–1991)
- Erasmusbron Rotterdam (1990–1995)
- Villa Möbius, Het Gooi (1993–1995)
- Mercedes-Benz Museum, Stuttgart (2002–2006)